# Panni
Panni é uma comuna italiana da região da Puglia, província de Foggia, com cerca de 977 habitantes. Estende-se por uma área de 32 km², tendo uma densidade populacional de 31 hab/km². Faz fronteira com Accadia, Bovino, Montaguto (AV), Monteleone di Puglia, Orsara di Puglia, Savignano Irpino (AV).

## Demografia
| Variação demográfica do município entre 1861 e 2011                               |
|                                                                                   |
| Fonte: Istituto Nazionale di Statistica (ISTAT) - Elaboração gráfica da Wikipedia |